# Morstein (Adelsgeschlecht)

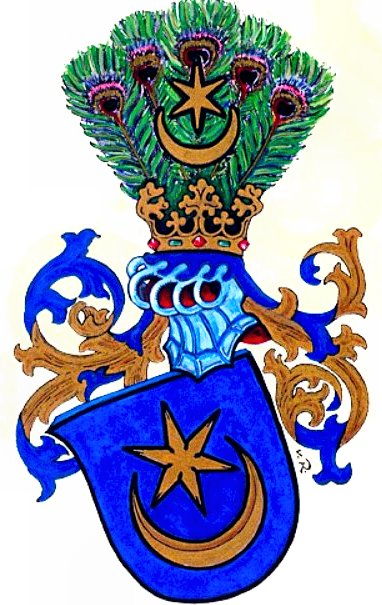
Stammwappen derer von Morstein

Morstein ist der Name eines evangelischen Patrizier- und Adelsgeschlechts der Stadt Krakau.

## Geschichte

### Herkunft
Ursprünglich soll das Geschlecht vom Rhein stammen. Nach Krakau ist die Familie wohl aus dem oberschlesischen Beuthen eingewandert. Die krakauischen von Morstein dürfen nicht mit der gleichnamigen Familie aus Süddeutschland verwechselt werden; sie führen unterschiedliche Wappen und sind nicht stammesverwandt. Die meisten Mitglieder der Familie gehören zu den Polnischen Brüdern.
Das Geschlecht erscheint erstmals urkundlich am 26. Oktober 1369 mit der Witwe des Bartholomäus Morrinsteins, Katharina und ihrem Sohn Bartholomäus, in Krakau. Die Stammreihe beginnt mit Georg Mornsteyn (urkundlich 1391, † 1422/23), Ältermann der Kaufleute und Ratsherr der Hansestadt Krakau. Seine Nachkommen gingen in den Landadel über.
Unter dem Namen von Raciborsko-Morstein bzw. Morsztyn kam die polnische Hauptlinie zu hohem Ansehen in Polen-Litauen. Der Politiker Johann Andreas von Raciborsko-Morstein gelangte zu bedeutenden Ämtern am polnischen Hof. Über seine Tochter war er der Urgroßvater des letzten polnischen Wahlkönigs, Stanislaus II. August Poniatowski.
Die deutsche Linie teilte sich im 16. Jahrhundert in einen ostpreußischen (Haus Rudowken) und einen neumärkisch-schlesischen Zweig (Haus Griesel).

### Ausbreitung und Persönlichkeiten
Der Aufstieg der Familie in Krakau beginnt mit Georg Morsztyn dem Älteren. Dieser erwarb 1391 – demselben Jahr, in dem auch sein Bruder Nikolaus als Bürger registriert wurde – Land in Krakau. Es gelang ihm in den Jahren 1411–1413 und 1415–1417 als Ratsherr in den Stadtrat gewählt zu werden. Ab 1417 bekleidete er zudem das Amt des Stadtrats und ab 1418 das des Bürgermeisters. Durch den Handel mit Stoffen aus Flandern kam er zu beträchtlichem Wohlstand. Für die Familie erwarb er ein großes Eckhaus am Marktplatz, das Spicymirowski hieß.
Seine Söhne Georg und Stanislaus der Ältere gelangten durch den Salzhandel zu großem Reichtum. Dieser war ihnen möglich geworden als Stanislaus der Ältere König Kasimir IV. Andreas von Polen ein Darlehen über 2000 ungarischen Złoty gewährte und im Gegenzug Salzbergwerke in Bochnia (Salzberg), Wieliczka (Groß Salze) und Ruthenien pachten konnte.
Die Söhne Georgs, Georg der Jüngere und Peter wurden durch die Aufnahme in die Wappengemeinschaft Leliwa am 24. Oktober 1492 im Beisein von Jan Amor Tarnowski, dem Kastellan von Krakau, Spytek von Jarosław, dem Woiwoden von Krakau, Jan von Pilcza, dem Woiwoden von Ruthenien und Rafał von Jarosław, dem Kastellan von Sandomierz und Kronmarschall geadelt.

### Haus Griesel
Bereits um 1500 gab es in Griesel ein Rittergut der von Schlichting. Die Familie hielt das Gut bis zum 17. Jahrhundert.
1660 nahm Bogislaw Alexander von Schlichting Angehörige der Polnischen Brüder auf und gewährte diesen Schutz. Das ihnen zugewiesene Land bildete ein zweites Rittergut der Familie Morstein. In der Folge versippten sich die Morsteins und die Schlichtings zunehmend.
Am Ende des 17. Jahrhunderts befand sich eines der Güter im Besitz von Bernhard Rudolf von Schenckendorff. Das andere gehörte einem B. von Morstein. Gemeint sein dürfte der Sohn Gabriels, Boguslaw. Dieser war mit einer von Schlichting verheiratet. Der Name Boguslaw taucht vorher nicht bei den Morsteins auf. Bei den Schlichtings war er aber verbreitet. 1718/19 werden die Erben eines Stephan Morstin de Kariborsko als Besitzer einer Hälfte von Griesel genannt. Stephan war der Sohn Boguslaws. Seine Söhne waren Gottlieb Tobias und Samuel Wladislaus. Zweiterer war wie sein Großvater mit einer von Schlichting verheiratet. Das schenckendorffsche Gut ging 1739 an die Herren von Wulffen und 1763 an Andreas von Pförntner. 1790 gelangte durch Zwangsverkauf auch der Anteil der Witwe Morstein in dessen Besitz.

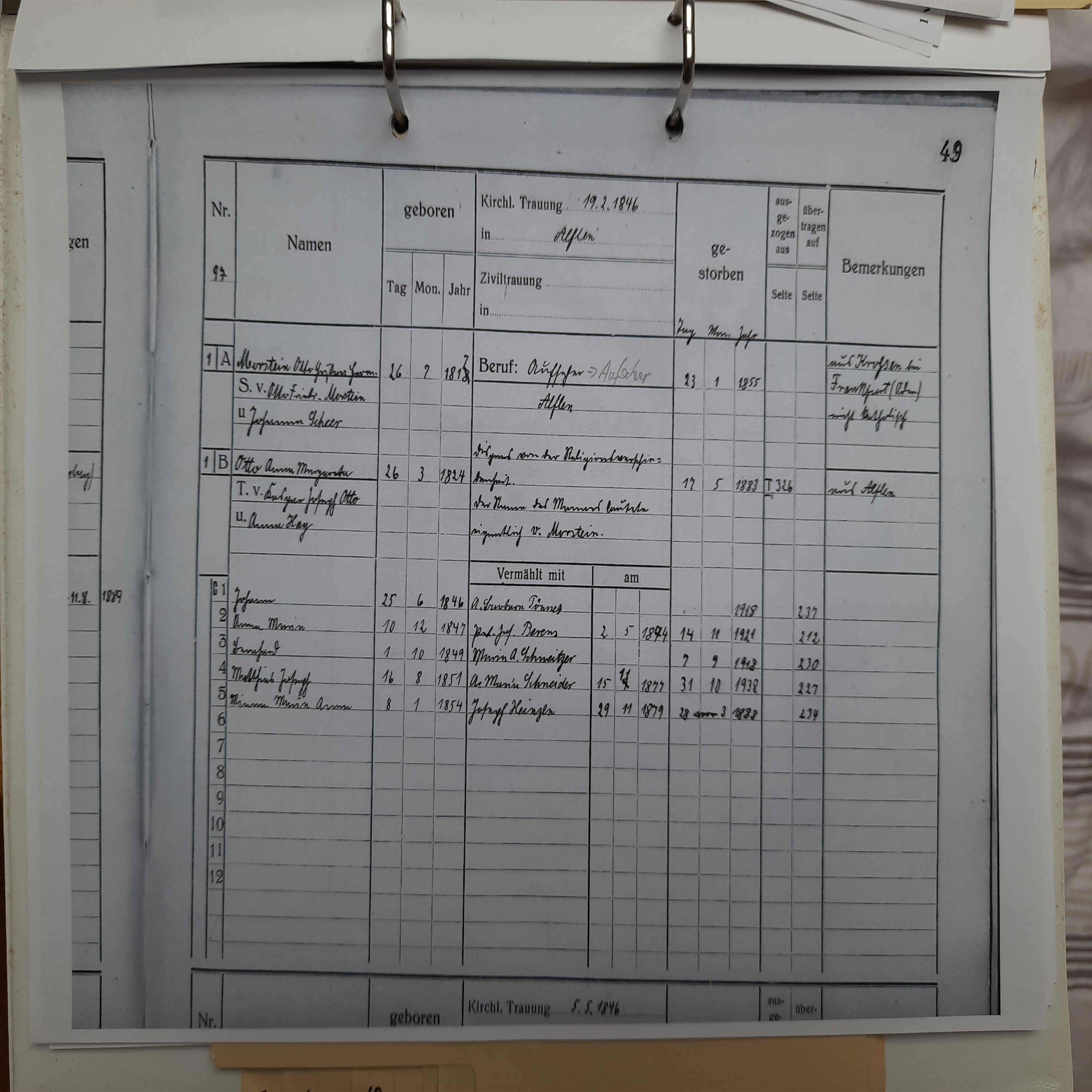
Heiratsurkunde Otto Gustav Hermann Morstein und Anna Margarethe Otto

Die Familie siedelte ins nahegelegene Tornow und später nach Guben über. Dort besaß die sie das Vorwerk Einbecke. Die Witwe Karl August Sigismunds, Karoline Henriette von Hill-Scherr teilte es unter den Erben auf. Der Bruder Karl August Sigismunds Otto Friedrich Ehrenreich erwarb das Hospitalvorwerk in Crossen an der Oder. Einer seiner Söhne, Otto Gustav Hermann konvertierte zum Katholizismus und heiratete Anna Margarethe Otto am 19. Februar 1846. So entstand eine katholisch-bürgerliche Linie, da keines der fünf Kinder ein „von“ im Namen führte. Allerdings liegt kein Nachweis zur Aberkennung des Adelstitels durch preußische Behörden vor. In der Heiratsurkunde ist lediglich vermerkt, dass der Mann eigentlich den Namen v. Morstein benutzte. Die Kinder aus einer vermutlich späteren Ehe mit Fernandine Braun nannten sich weiterhin von Morstein.

## Wappen
Am 24. Oktober 1492 erhielt Georg von Morstein, Erbvogt von Krakau, das polnische Indigenat mit dem Stammwappen Leliwa:
In Blau ein nach oben geöffneter goldener Halbmond, der einen goldenen Stern einschließt. Auf dem gekrönten Helm mit blau–goldenen Helmdecken das Schildbild vor einem natürlichen Pfauenfedernstoß.

Das Adelswappen Raciborsko-Morstein Wappengemeinschaft Leliwa

Das Jahrbuch des Deutschen Adels hingegen schildert folgendes:

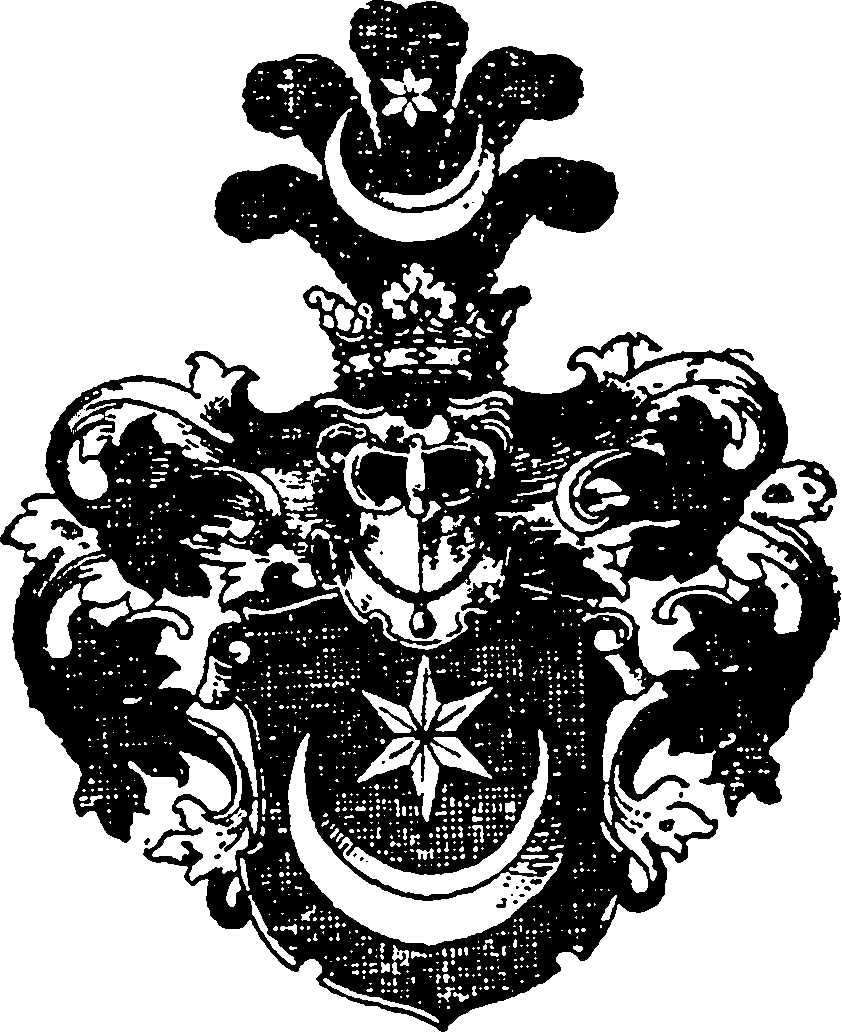
Stammwappen derer von Morstein

In Schwarz ein von einem silbernen Sterne überhöhter, liegender Halbmond. Auf dem Helme mit schwarz-silberner Decke die Schildfiguren vor einem schwarzen Straußenfedernbusch.

## Stammreihe
1. Bartholomäus (Bartko/Bartek) Morrinstein ⚭ 1369 in Krakau Kathrine
  1. Bartholomäus (Bartłomiej) * 1369
    1. Georg (Jerzy) Morsztyn der Ältere † vor Juni 1423 ⚭ 1423 Anna, ⚭ Ehefrau, Landbesitzer in Krakau (1391), senior mercatorum (1410), Stadtrat (1417), Capitaneus ad Turrem (1410), Schöppe (1419), Konsul (1421–1422)[8]
      1. Georg (Jerzy) Morsztyn ⚭ Magdalena Wynków
        1. Georg (Jerzy) Morsztyn der Jüngere † 1. März 1500, Agnes (Agnieszka) Lang (Langów), Stadtrat (1479), Nobilitierung (1492)[9]
          1. Georg (Jerzy) Morsztyn
          2. Erasmus (Erazm) Morsztyn
          3. Johannes (Jan) Morsztyn der Ältere * 1481 in Krakau, † 1541 in Krakau, ⚭ Ursula (Urszula), Abschluss Universität Krakau (1496), Stadtbankier (1514–1515), Stadtrat (1516)[10]
            1. Johannes (Jan) Morsztyn der Jüngere † 1581, ⚭ Ehefrau, Stadtrat (1563)[11]
              1. Johannes (Jan) Morsztyn
              2. Brygida Morsztyn ⚭ Kasper Gutteter
              3. Agnes (Agnieszka) Morsztyn ⚭ Erasmus Straus
              4. Magdalena Morsztyn ⚭ Franciszek Rezler

            2. Georg (Jerzy) Morsztyn, Geschworener
            3. Ursula (Urszula) Morsztyn
            4. Sophia (Zofia) Morsztyn
            5. Magdalena Morsztyn

          4. Jadwiga Morsztyn ⚭ Stanisław Odrowąż

        2. Peter (Piotr) Morsztyn * 1455 in Krakau, † 1526, Nobilitierung (1492), Stadtrat (1503)[12]
          1. Tochter ⚭ Mikołaj Ramułt

      2. Stanislaus (Stanisław) Morsztyn der Ältere † vor 17. Juli 1476, ⚭ Magdalena Wynek, ⚭ Katharina (Katarzyna) Piczczin, Bürgermeister von Lublin, Laienrichter (1452), Stadtrat (1472), Leiter der königlichen Münzstätte in Krakau (1456–1466)[13]
        1. Stanislaus (Stanisław) Morsztyn der Jüngere † vor 29. November 1504, ⚭ Ursula (Urszula), Bürgermeister von Lublin, Stadtrat (1496)[14]
          1. Stanislaus (Stanisław) Morsztyn † 1553, ⚭ Agnes (Agnieszka) Behr (Berów)[15]
            1. Florian Morsztyn † 1587, ⚭ Susanne (Zuzanna) von Lask (a Lasco)
              1. Hieronymus (Hieronim) Morsztyn
              2. Elisabeth Morsztyn ⚭ Baltazar Błędowski

            2. Christoph (Krzysztof) Morsztyn der Ältere * 1522, † 1600, ⚭ Elżbieta Sieczko, ⚭ Urzula Bronowski, ⚭ 8 weitere
              1. Andreas (Andrezej) Morsztyn † 1648, ⚭ Jadwiga Pobiedziński
                1. Johann Andreas von Raciborsko-Morstein * 24. Juli 1621 in Wiśnicz, † 8. Januar 1693 in Paris, ⚭ Cathrine Marquess of Huntly
                  1. Isabelle Elisabeth von Raciborsko-Morstein ⚭ Kazimierz Czartoryski
                  2. Michael Adelbert Comte de Châteauvillain (Michał Wojciech Morsztyn) † 18. April 1695, ⚭ Marie Thérèse d'Albert de Luynes * 1. Januar 1673, † 5. Februar 1743
                    1. Tochter

                  3. Teresa von Raciborsko-Morstein (Nonne)
                  4. Ludwika Marianna von Raciborsko-Morstein ⚭ Kasimir Ludwig Bielinski

                2. Teofila Morsztyn Raciborska ⚭ Andrzej Rey, ⚭ Aleksander Derszniak

              2. Christoph (Krzysztof) Morsztyn der Jüngere † 1642, ⚭ Małgorzata Lippi de Bucellis, ⚭ Zofia Garlicki
                1. Stefan Morsztyn † 1654, ⚭ Sabina Arciszewski, ⚭ Weitere Ehefrau
                  1. Katarzyna Morsztyn ⚭ Wacław Grad Potocki
                  2. Michał Walerian Morsztyn † 1695, ⚭ Katarzyna Konstancja Lanckoroński
                    1. Stanisław Morsztyn † 1717, ⚭ Katarzyna Żaboklicka † 1735
                      1. Jan Tomasz Morsztyn † 1748, ⚭ Natalia Szembek † 1753
                        1. Apolonia Morsztyn † 1762, ⚭ Maciej Lanckoroński
                        2. Urszula Morsztyn * 1746, † 1825, ⚭ Franciszek Dembiński
                        3. Joachim Morsztyn ⚭ Salomea Wielopolski † 1807
                          1. Józefa Morsztyn † 20. August 1815 in Warschau, ⚭ Stanisław Ossoliński
                          2. Maria Morsztyn † 1812, ⚭ Karol Stecki-Olechnowicz, ⚭ Karol Otto Kniaziewicz

                  3. Władysław Morsztyn † 1689, ⚭ Barbara Moskorzowski † 1712
                    1. Jadwiga Morsztyn † 1719, ⚭ Franciszek Lanckoroński
                    2. Anna Morsztyn * 1670, † 1716, ⚭ Michał Stefan Jordan
                    3. Barbara Morsztyn ⚭ Stanisław Derszniak
                    4. Stefan Aleksander Morsztyn † 1740, ⚭ Eleonora Schlieben † 1759
                    5. Jakub Władysław Morsztyn ⚭ Helena Kalinowska
                      1. Krystyna Morsztyn
                      2. Andrzej Morsztyn ⚭ Helena aus Smardzewo

                  4. Maksymilian Morsztyn † 1659, ⚭ Zofia Moskorzowi
                    1. Barbara Anna Morsztyn ⚭ Sebastian Rościszewski

                2. Jerzy Morsztyn ⚭ Katarzyna Stano von Nowotaniec
                  1. Zbigniew Morsztyn * ca. 1628 in Krakau, † 13. Dezember 1689 in Königsberg, ⚭ Zofia Czapla

                3. Jan Morsztyn ⚭ Agnieszka Arciszewski
                  1. Stanisław Morsztyn † 1725, ⚭ Konstancja Oborski † 1676

                4. Seweryn Morsztyn der Ältere † 1667, ⚭ Katarzyna Kazimierska † 1660
                  1. Feliks Morsztyn † 1687, ⚭ Anna Puciat
                    1. Joanna Morsztyn ⚭ Karol Rozdrażewski

                5. Paweł Morsztyn
                6. Mikołaj Morsztyn
                7. Zygmunt Morsztyn ⚭ Krystyna Krzesz
                8. Gabriel Morsztyn
                9. Małgorzata Morsztyn ⚭ Benedykt Wiszowaty
                10. Zofia Morsztyn ⚭ Jan Taszycki
                11. Zuzanna Morsztyn (vermutlich Nonne)
                12. Elżbieta Morsztyn ⚭ Abraham Mierzyński
                13. Samuel Morsztyn der Jüngere ⚭ Anna Zorzewski
                14. Stanisław Morsztyn
                15. Teodor Morsztyn ⚭ Marcybella Pruszak Bieniowski

              3. Adam Morsztyn
              4. Tobias Morsztyn ⚭ Elżbieta Cetys
              5. Faustyna Morsztyn ⚭ Jakub Przypkowski
              6. Jadwiga Morsztyn ⚭ Jan Lubieniecki
              7. Elżbietą Morsztyn † 1587, ⚭ Fauso (Faust) Socini (Socyn)
              8. Samuel Morsztyn
              9. Jakub (Władysław?) Morsztyn
              10. Zuzanna Morsztyn ⚭ Jakub Słonkowski
              11. Katarzyna Morsztyn ⚭ Mikołaj Sawina

            3. Franz (Franciszek) Morsztyn
              1. Jan 'Jedynak' Morsztyn † 1638
                1. Hieronymus (Hieronim) Morsztyn ⚭ Konstancja Baranowski
                  1. Franciszek Morsztyn † 1724, ⚭ Salomea Teresa Bronicki † 1722
                    1. Stefan Benedykt Morsztyn † 1754, ⚭ Helena Szembek † 1730
                      1. Jan Chrzciciel Konstanty Morsztyn † 1809, ⚭ Katarzyna Konstancja Mossakowski
                        1. Marianna Zofia Morsztyn ⚭ Roman Michałowski
                        2. Ludwik Felicjan Morsztyn * 7. August 1782 in Raciechowice, † 8. Dezember 1865, ⚭ Maria Ostrowski * 1795, † 1872
                          1. Helena Morsztyn * 1815, † 1892, ⚭ Aleksander Ostrowski
                          2. Władysław Teodor Morsztyn * 12. Juli 1820 in Pawłowice, † 26. Juni 1880 in Krakau, ⚭ Maria Ostrowski * 1821, † 1907
                            1. Ludwik Władysław Tadeusz Morsztyn * 1846, † 1926, ⚭ Amelia Lubieniecki * 1855, † 1936
                              1. Alfred Józef Morstin * 1883, † 1971, ⚭ Helena * 1895, † 1947
                              2. Ludwik Hieronim Stanisław Morstin * 12. Dezember, † 12. Mai 1966 in Warschau, Janina Maria * 1895, † 1965
                              3. Zygmunt Morsztyn * 1888 in Gruszewo, † 1954, ⚭ Zofia Starowieyski * 21. Juli 1891, † 3. Juli 1966 in Krakau
                              4. Maria Helena Morstin-Górska * 9. Juli 1893 in Pawłowice, † 4. Oktober 1972 in Krakau, ⚭ Franciszek Henryk Marian Górski * 6. August 1897 in Wola Pekoszew, † 7. Januar 1989 in Krakau

                            2. Władysław Morsztyn * 1850, † 1898, ⚭ Pelagia Tarnowski * 1855, † 1931
                              1. Andrzej Morstin * 1880, † 1938, ⚭ Aleksandra * 1893
                              2. Jerzy Morstin * 1882, † 1918, ⚭ Cecylia Morstin * 5. Mai 1888, † 14. April 1952

                          3. Tadeusz Tymoteusz Morsztyn * 24. März 1830 in Krakau, † 13. Januar 1875 in Graz, ⚭ Sabina Brygida * 1830, † 6. Juni 1891 in Bad Kissingen
                            1. Tadeusz Marian Maria Morsztyn * 1. März 1866 in Krakau, † 24. Dezember 1937 in Strzelewo, ⚭ Celina Maria Leonia Bninski * 10. April 1863 in Posen, † 1941
                              1. Helena Maria Morstin * 28. August 1886, † 4. April 1966, ⚭ Maciej Edmund Adolf Koczorowski
                              2. Cecylia Morstin * 5. Mai 1888, † 14. April 1952, ⚭ Jerzy Morstin * 1882, † 1918, ⚭ Jan Wiktor Dunin-Borkowski
                              3. Maria Sabina Morstin * 26. August 1892, † 21. Februar 1972 in Warschau, ⚭ Eugeniusz Anastazy Grabowski

                        3. Filip Jakub Morsztyn * 1784, † 1842, ⚭ Marianna Kozyrska
                          1. Jan Nepomucen Morsztyn † 1868, ⚭ Marianna Tekla Grabiański
                          2. Eustachy Morsztyn ⚭ Julia Serafina Innocenta Urmowski
                            1. Bronisław Morsztyn * 1849, † 18. Januar 1903, ⚭ Maria Reichman * 4. August 1865
                              1. Roger Morsztyn ⚭ Krystyna Kurnatowski

                        4. Tekla Morsztyn † 1828, ⚭ Jósef Michałowski
                        5. Anna Morsztyn † 1839, ⚭ Jakub Jordan

        2. Peter (Piotr) Morsztyn
        3. Szczęsna Morsztyn ⚭ Jan Boner
        4. Katharina (Katarzyna) Morsztyn ⚭ Jan Krupek
        5. Anna Morsztyn ⚭ Jerzy Lang
        6. Leonard Morsztyn

      3. Johannes (Janusz) ⚭ 1450 Apollonia aus Krakau
        1. Stanislaus auf Raciborsko
          1. Christoph † 1583 auf Raciborsko
            1. Christoph
              1. Severin (Begründer Haus Rudowken)
              2. Gabriel † 1669 (Begründer Haus Griesel)

      4. Anna Morsztyn ⚭ Georg (Jerzy) Schwarz (Schwarcz)
      5. Margarete (Małgorzata) Morsztyn ⚭ Jan Slepkugil der Jüngere

    2. Nikolaus (Mikołaj) Morsztyn, 1391 als Krakauer Bürger registriert
    3. Leonhard Morsztyn
    4. Peter (Piotr) Morsztyn

### Haus Rudowken
1. Severin von Morstein
  1. Tobias von Morstein
    1. Andreas Christoph von Morstein * um 1674, † 1744 auf Rudowken
      1. Johann Friedrich von Morstein * 1709, † 4. Mai 1793
        1. Karl Heinrich von Morstein * 16. Dezember 1758, † 1. November 1842 ⚭ 4. August 1791 Friederike Henriette Freiin von Buddenbrock, ⚭ 1799 Johanna Caroline von Maltitz, ⚭ 12. Oktober 1813 Juliane Auguste von Maltitz
          1. Friederike Ludowica Henriette von Morstein * Sutten, † Oletzko
          2. Karl Heinrich Leopold Ludwig von Morstein * 11. September 1797 zu Sutten, † 6. September 1856 zu Marggrabowa ⚭ 12. September 1831 Charlotte Henriette
            1. Emilie Sophie Franzisca Alexandrine Agnes von Morstein * 13. Februar 1833 in Johannisburg
            2. Louis Karl Emil Friedrich von Morstein * 11. Januar 1837 in Johannisburg, † 4. Juni 1875 ⚭ Oletzko 20. Juni 1867 Alwine Marie Lubenau
              1. Antonie Charlotte von Morstein * 30. März 1868 Marggrabowa
                1. Ferdinand Julius Louis von Morstein * 25. Juni 1870 Marggrabowa
                2. Eugenie Marie von Morstein * 5. Januar 1873

            3. Emilie Mathilde Albertine von Morstein † 2. Juni 1799
            4. Mathilde von Morstein * 12. Oktober 1800 zu Sutten, † 17. Juni 1848
            5. Sohn * 20. Oktober 1801 zu Sutten, † 27. Januar 1802
            6. Klotilde Cäcilie Alexandrine Ferdinandine Felicitas von Morstein * 12. April 1803 zu Sutten
            7. Wilhelm Heinrich Theodor von Morstein * 15. Januar 1805 zu Sutten, † 7. Juni 1834 auf Sutten ⚭ Amalie Zimmermann
              1. Karl Wilhelm von Morstein * 13. November 1830 zu Sutten, † 18. März 1837
              2. August Wilhelm von Morstein 6. Juni 1833 zu Sutten ⚭ Anna Bertha Helene Schulz
                1. Hedwig Johanne Franzisca von Morstein * 1. Juli 1869
                2. Franz Wilhelm Oskar von Morstein * 20. Oktober 1871
                3. Franz Wilhelm August von Morstein * 1. September 1873
                4. Fritz August von Morstein * 25. Mai 1879, † 10. März 1882

              3. Friedrich Wilhelm Alexander von Morstein * 7. Juni 1834, † 1. August 1877 auf Scheuba ⚭ Anna Ida Natalie Schulz
                1. Kurt Wilhelm Alexander von Morstein 23. September 1872 zu Scheuba
                2. Clara von Morstein * 1. Juli 1874

            8. Cäcilie von Morstein * 1806
            9. Emilie Wilhelmine Alexandrine von Morstein * 1. März 1807 zu Sutten, † 1837 zu Oletzko
            10. Friedrich Eduard Ferdinand von Morstein * 19. Juli 1808 zu Sutten
            11. Ottlie Amalie Henriette von Morstein * 28. September 1810 zu Sutten, † 16. Februar 1844 Marggrabowa
            12. Ferdinand Leopold von Morstein * 4. Oktober 1811 zu Sutten, † 23. Februar 1887 ⚭ 1. Januar 1836 Karoline Charlotte Emilie Stibba
              1. Karl von Morstein * 1837, † 12. Februar 1868
              2. Ferdinand von Morstein * 1839, † 29. Mai 1856
              3. Emil Karl von Morstein * 26. Juli 1840, † 30. August 1867 zu Berlin
              4. Hulda von Morstein * 1842, † 2. Oktober 1857
              5. Cäcilie von Morstein * 1843, † 1859
              6. Albert von Morstein * 1844, † 26. April 1870
              7. Lina von Morstein * 20. November 1847
              8. Arthur von Morstein * 18. September 1850, † 30. April 1866
              9. Richard von Morstein * 6. Juli 1854, † 20. August 1854
              10. Robert von Morstein * 1870, † 1870

            13. Otto Alexander von Morstein * 21. November 1812 zu Sutten, † 30. Januar 1894 zu Goullonshof ⚭ 1835 Auguste von Dziengel
              1. Emilie von Morstein
              2. Ida von Morstein * 11. Januar 1843 zu Freudenthal, † Juni 1875 zu Drygallen
              3. Emma von Morstein * 22. Mai 1854

            14. Hermann von Morstein
            15. Ida von Morstein * 21. Januar 1815 Oletzko, † 1825
            16. Lina von Morstein * 1820
            17. Veronica Louise Maldine von Morstein * 21. November 1822 Oletzko
            18. Bertha Emmeline MathildeFranzisca von Morstein * 26. April 1827 Marggrabowa, † 21. August 1866 zu Posen

      2. Michael Gottfried von Morstein * 1714, † nach 1787
        1. Daniel Albrecht von Morstein * 18. Oktober 1749 zu Rudowken, † 18. August 1811 ⚭ Christine Karoline von Morstein, ⚭ Regina Freiin von Burchardt
          1. Karl Albrecht Heinrich von Morstein * 6. Dezember 1794 auf Monthienen bei Ortelsburg, † 28. Juni 1874 Königshagen, ⚭ 12. Mai 1819 Wilhelmine Jakobine Meßel
            1. Clara Wilhelmine von Morstein * 8. März 1823 im Kreis Karthaus, † zu Ohra
            2. Caecilie von Morstein * 26. Oktober 1824 zu Danzig, † 31. Dezember 1889 zu Ohra
            3. Richard Karl Ignatius von Morstein * 27. Juni 1827 zu Danzig, † vermutlich 6. Oktober 1860 zu Düsseldorf, ⚭ Mathilde Louise Bergmann
            4. Emilie von Morstein * 15. März 1836 zu Danzig

          2. Heinrich Eduard von Morstein * 21. Juni 1798 auf Monthienen bei Ortelsburg, † 5. November 1856 Ostrowitt im Kreis Osterode in Ostpreußen, ⚭ 18. Januar 1829 Mathilde Braun
            1. Mathilde von Morstein * 9. März 1832 zu Neidenburg, † 14. Mai 1883 zu Wilhelmshaven
            2. Ernst Albrecht Julius von Morstein * 23. Juli 1834 zu Dammerau, † 9. Februar 1897 im Amt Lüne, ⚭ vermutlich 18. Januar 1864 Marie Johanne Würz, ⚭ 29. April 1890 Marie Stein
              1. Marie Mathilde Charlotte von Morstein * 10. Dezember 1864 zu Gardelegen, † 18. Januar 1865 daselbst
              2. Sohn * 18. Januar 1866 zu Haldensleben, † 27. Januar daselbst
              3. Sohn * † 12. Januar 1868 zu Northeim
              4. Friedrich Eduard von Morstein * 17. November 1876 im Amt Lüne

            3. Agnes von Morstein * 19. September 1836 zu Ostrowitt, † 15. Februar 1842 daselbst
            4. Lina Antoniette von Morstein * 26. Juli 1838 zu Ostrowitt, † 28. Februar 1842 daselbst
            5. Emil Iwan von Morstein * 29. Januar 1840 zu Ostrowitt, † 15. Februar 1842 daselbst
            6. Adelheid Marie von Morstein * 19. August 1841 zu Ostrowitt, † 24. Februar 1842 daselbst
            7. Hugo von Morstein * 1. Mai 1843 zu Ostrowitt, † 15. Oktober 1885 Red Counth Vereinigte Staaten
            8. Iwan von Morstein * 1. Mai 1845 zu Ostrowitt, † 10. November 1873 auf hoher See
            9. Victor von Morstein * 20. Januar 1847 zu Ostrowitt, † 23. Oktober 1869 in Indien
            10. Olga von Morstein * 26. August 1853 zu Ostrowitt
            11. Clara von Morstein * 26. August 1853 zu Ostrowitt, † 8. März 1855 daselbst

### Haus Griesel
1. Gabriel von Morstein † 1669
  1. Boguslaw von Morstein (1664, 1688, 1703 als Besitzer der Hälfte von Griesel erwähnt) ⚭ Babara Witwe von Schlichting
    1. Stephan von Morstein † vor 1728 auf Griesel, ⚭ vermutlich Anna Sophie von Widawski
      1. Gottlieb Tobias von Morstein † 20. November 1761 auf Griesel, ⚭ vermutlich 6. April 1740 mit Johanne Sophie von Lossow
        1. Maximilian Ehrenreich Samuel von Morstein * 30. Juni 1745 auf Griesel, † 1788 daselbst, ⚭ vermutlich Helene Christophine Dorothea von Zychlinski, ⚭ 1775 Karoline Hedwig Sophie Freiin von Glaubitz
          1. Karl August Sigismund von Morstein * 28. August 1775 auf Griesel, † Tornow, ⚭ Karoline Henriette von Hill-Scherr
            1. Alexander Friedrich Wilhelm Karl von Morstein * 15. Dezember 1812 zu Tornow, † 7. März 1868, ⚭ 26. Oktober 1837 Johanne Karoline Wilhelmine Budig
              1. Heinrich Wilhelm Karl von Morstein * 14. November 1838 zu Guben, † 30. Dezember 1891 daselbst, ⚭ Louise Bertha Böhlke
                1. Wilhelm Adolf Oskar von Morstein * 11. November 1866 zu Guben
                2. Bertha Antonie Elisabeth von Morstein * 18. Februar 1868 zu Guben, † 11. April 1868 daselbst
                3. Wilhelm Richard Max von Morstein * 11. Februar 1869 zu Guben
                4. Richard Hermann Eugen von Morstein * 21. Mai 1870 zu Guben
                5. Bertha Selma Elsbeth von Morstein * 4. August 1871 zu Guben
                6. Hulda Therese Helene von Morstein * 18. Oktober 1872 zu Guben, † 24. Februar 1873 daselbst
                7. Wilhelm Arthur Alexander von Morstein * 3. Dezember 1873 zu Guben
                8. Clara Bertha Elsbeth von Morstein * 13. Januar 1875 zu Guben
                9. Hans Wilhelm Paul von Morstein * 13. September 1876 zu Guben
                10. Johannes Wilhelm Georg von Morstein * 25. Oktober 1877 zu Guben
                11. Elise Margarethe Therese von Morstein * 30. April 1879 zu Guben
                12. Elisabeth Auguste Bertha von Morstein * 6. Juni 1880 zu Guben
                13. Wilhelm Gustav Albert von Morstein * 6. Dezember 1881 zu Guben, † 13. August 1882 daselbst
                14. Gertrud Elisabeth von Morstein * 18. November 1883 zu Guben

              2. Reinhard Alexander von Morstein * 28. Februar 1841 zu Guben, verschollen in Amerika
              3. Friedrich August von Morstein * 15. Juli 1843 zu Guben, starb als Kind
              4. Antonie Marie Auguste von Morstein * 3. April 1845 zu Guben, heiratet Gustav Robert Peiper, keine Kinder[16]
              5. Emil von Morstein * 1846 zu Guben, † 1870 (an den bei Mars-la-Tour erlittenen Wunden)
              6. Clara Wilhelmine Christine von Morstein * 24. Dezember 1848 zu Guben
              7. Therese von Morstein * 9. Februar 1856 zu Guben, † 28. März 1877 daselbst

          2. Otto Friedrich Ehrenreich von Morstein * Februar 1778, † auf Hospitalvorwerk bei Crossen an der Oder, ⚭ 17. Oktober 1802 Johanne Dorothea Scheer
            1. Julius Ferdinand Friedrich von Morstein * 18. August 1803 zu Dragaß, † 25. Mai 1843 zu Danzig
            2. Ida Karoline Ottilie von Morstein * 21. Juli 1805 zu Dragaß
            3. Rosamunde Christophine Hedwig von Morstein * 28. Oktober 1807 zu Tornow
            4. Robert Hermann von Morstein * 30. Mai 1810 zu Crossen an der Oder
            5. Otto Friedrich von Morstein * 30. Juli 1811 zu Crossen an der Oder, † 12. April 1812 daselbst
            6. Mathilde Louise von Morstein * 1812, † 13. März 1816 zu Crossen an der Oder
            7. Albert Berthold Otto von Morstein * 18. September 1813 zu Crossen an der Oder, † 23. Oktober 1814 daselbst
            8. Emma Pauline von Morstein * 25. Mai 1815 zu Crossen an der Oder
            9. Otto Gustav Hermann von Morstein * 26. Juli 1817 zu Crossen an der Oder, † 31. Mai 1891 zu Zoppot, ⚭ 19. Februar 1846 Anna Margarethe Otto, ⚭ Fernandine Braun
              1. Johann Morstein * 25. Juni 1846 zu Alflen
              2. Anna Maria Morstein * 10. Dezember 1847 zu Alflen
              3. Bernhard Morstein * 1. Oktober 1849 zu Alflen
              4. Matthias Joseph Morstein * 16. August 1851 zu Alflen
              5. Maria Anna Morstein * 8. Januar 1854 zu Alflen
              6. Clara Olga Minna von Morstein * 26. Februar 1854 zu Lalkau
              7. Hans Friedrich von Morstein * 8. Januar 1859 zu Lalkau
              8. Paul Otto Samuel von Morstein * 2. März 1861 zu Lalkau

            10. Louis Gustav Adolf von Morstein * 6. Oktober 1818 zu Crossen an der Oder, † 2. März 1854 zu Danzig
            11. Minna von Morstein * 7. August 1826 zu Danzig, † 29. Juni 1888 zu Friedrichroda

      2. Samuel Wladislaus von Morstein * um 1713, ⚭ Gottliebe Dorothea von Schlichting
        1. Samuel Gottlob von Morstein * um 1740, † 1804, vermutlich um 1797 ⚭ Anna Eleonore Schultz
          1. August Friedrich Leopold von Morstein * 30. Oktober 1799 zu Pillau, † 28. Juni 1881 zu Danzig, ⚭ 14. Mai 1839 Karoline Friederike Wilhelmine Buchsbaum
            1. Otto von Morstein * 29. September 1840 zu Elbing, † 1841 daselbst
            2. August Eduard Ferdinand von Morstein * 28. September 1841 zu Elbing, ⚭ 29. Dezember 1874 Lucie Charlotte Pauline von Crousag
            3. Hugo Franz Konrad von Morstein * 8. April 1843 zu Elbing, ⚭ 28. September 1867 Clara Josephine Stachowitz
              1. Oskar August Hermann von Morstein * 30. Juli 1868 zu Danzig
              2. Lisbeth Clara Karoline von Morstein * 25. Februar 1871 zu Danzig
              3. Ella Johanne von Morstein * 1. März 1874 zu Danzig
              4. Sohn † 6. Juli 1876 zu Danzig

            4. Marie Amalie Friederike von Morstein * 5. September 1844 zu Elbing
            5. Alwine von Morstein * 1847 zu Elbing, † starb als Kind
            6. Elise Caecilie Wilhelmine von Morstein * 31. Januar 1851 zu Elbing, † 27. Februar 1890 zu Danzig

## Namensträger
- Karl Heinrich von Morstein (1758–1842), preußischer Landrat und Herr auf Kowahlen
- Johann Andreas von Raciborsko-Morstein (1621–1693), polnischer Dichter, Angehöriger des Landadels und Politiker Polen-Litauens
- Zbigniew Morsztyn (1628–1689), polnischer Dichter